# Піскожець
Піскожець (пол. Piskorzec) — село в Польщі, у гміні Ілув Сохачевського повіту Мазовецького воєводства.
Населення — 100 осіб (2011).
У 1975-1998 роках село належало до Плоцького воєводства.

## Демографія
Демографічна структура станом на 31 березня 2011 року:
|          | Загалом | Допрацездатний вік | Працездатний вік | Постпрацездатний вік |
| -------- | ------- | ------------------ | ---------------- | -------------------- |
| Чоловіки | 49      | 16                 | 28               | 5                    |
| Жінки    | 51      | 13                 | 24               | 14                   |
| Разом    | 100     | 29                 | 52               | 19                   |